# Jimena Barón
Jimena Guevara Barón, mais conhecida como Jimena Baron (Buenos Aires, 24 de maio de 1987) é uma atriz e cantora argentina. Ela já participou de inúmeras produções argentinas, como Los Roldán, Gasoleros, Casi ángeles, Los únicos, Esperanza mía, entre outros.

## Biografia
Seu início no mundo da arte e do entretenimento de volta à sua infância. Mas foi com a sua incursão no cinema, quando tinha 10 anos de idade que foi revelado ao público, para desempenhar o papel-título de pequeno "Aneta" no filme "O Farol" (1998).
A sua interpretação de Loli em "Gasoleros" (1998), em que as expectativas em relação ao que tinha ocorrido foi confirmada, foi seguido pelos caracteres de Malena em série "quente" (2000) e Anita Campos "O sodero My Life" (2001).
Foi assim que chegou a participar de produções como "Sweethearts" (2002-2003) para o qual ele desempenhou o papel de Lila; "Los Roldán" (2004-2005), em que deu vida a Maria Roldán González; e "Por amor a você" (2008), no qual ela interpreta a personagem de María Concepción Molinari, depois que ele decidiu tomar um curto espaço de tempo para descansar.
Em 2009 ele foi chamado para se juntar ao elenco da série estrelada por Emilia Attias e Mariano Torre, Casi Angeles, participando também na peça do mesmo ano.
Em 2010, ainda em Quase Anjos em 2011 e reformulado em Pol-Ka jogar Maria Paula "Poly" disse que a série estrelada por Mariano Martínez e Nicolas Cabre Griselda Siciliani, Los únicos.1 Também nesse ano, ele foi chamado para participar do concurso de Showmatch, dancing with the Stars 2011 e participa com Nicolás Vázquez, que também é parceira na ficção de original, o vídeo de Carlos Baute dançar seu corpo meu corpo.
Ela foi eliminada do Dancing with the Stars 2011 com Zaira Nara por Larissa Riquelme.2 Depois de ser enviado diretamente para o telefone para não luto ocorrer devido a uma pneumonia bilateral caixa de luto e anemia.
Para 2012, empreendimentos Jimena em cantar, pelo qual planeja lançar seu primeiro CD solo, cuja data de lançamento está prevista para o final de março / início de abril.3 Em 2012 desempenha Rosa Montes're meu homem juntamente com Luciano Castro, Gabriel Celeste Cid e "puma" Goity entre outros. No início de 2013, Jimena é viver na Itália com o namorado Daniel Osvaldo. A 9 março de 2014 seu primeiro filho nasceu com Daniel Osvaldo chamado Morrison. TV Caráter Programa Canal Ano
1998-2000 Gasoleros Loli Treze 2000 Hot Malena 2001 O sodero da minha vida Ana "Anita" Campos 2002-2004 Son Amores Lila
2004-2005 Los Roldán María Roldán Telefe / Canal 9 2006 Sos mi vida María Victoria López O Treze 2008 Para o amor que Maria Concepcion Molinari Quase Anjos 2009-2010 Esperanza "esperança" Bauer Telefe 2011 Maria Paula única "Poly" Disse El Trece 2012-2013're meu homem Rosa Montes cinema Character Ano de Cinema 1998 O Farol Aneta - Girl teatro Representação Teatral Trabalho Ano 2002 Taxi 2 - Lyceum Theatre Espero que 2009 Casi Angeles Gran Rex 2011 A única Poly Teatro Opera curta-Metragem Vídeo Artista Ano 2011 Carlos Baute Seu corpo meu corpo dançar Prémios e Nomeações Prêmio Resultado Ano Categoria do programa 1998 Prata Condor Premiado artista revelação El Faro Martín Fierro Premiado Desempenho Gasoleros Crianças 1999 Nomeado 2000 Nomeado Calientes 2001 O sodero Nomeado da minha vid